# Гребінчин край
«Гребі́нчин край» — районна газета-щотижневик, що видається у місті Гребінці Полтавської області.

## Загальні дані
Засновником газети є Гребінківська районна рада.
Періодичне видання виходить щочетверга обсягом 2 друковані аркуші, друкується у друкарні в Лубнах, накладом 1 220 примірників (дані на жовтень 2013 року).
Адреса редакції газети — пров. Олексія Припутня, буд. 1 (у приміщенні районної ради, 4-й поверх), м. Гребінка—37400 (Полтавська область, Україна).
Головний редактор — Лакуша Наталія Олексіївна. Завідувачі відділів: Н.В. Стеценко, С.Г. Педоряка; фотокореспондент — А.Д. Кисіль.
Свідоцтво про реєстрацію ПЛ № 274 від 29 червня 1998 року. Газета видається з 1933 року.